# 持ち替え
楽器の持ち替えとは、同一楽曲あるいは組曲の中で、ある奏者が（管楽器の場合は主に同系統の）異なる複数の楽器を用いることである。オーケストラの場合、同族の派生楽器が加わるとき、それを必要に応じて持ち替える場合がある（フルート奏者のピッコロ、オーボエ奏者のコーラングレ、クラリネット奏者のバスクラリネットあるいは、B♭管からA管、E♭管などへの持ち替え、ファゴット奏者のコントラファゴット……など）。
オーケストラに限らず、例えば栗コーダーポップスオーケストラのイメージアルバム「よつばと♪」のライナーノーツでは、各奏者の担当持ち替え楽器が列挙されている。
特殊な例としてはモーツァルトの交響曲で当時のフルート奏者がオーボエに持ち替えた例があり、総譜にそのように書かれているが、現在では別々の奏者によって演奏される。
ブルックナーやリヒャルト・シュトラウスの作品におけるホルンとヴァーグナーテューバ、またトランペットとコルネットのように、金管楽器で行われることもある。またシェーンベルクの『月に憑かれたピエロ』でのヴァイオリンとヴィオラの持ち替え、イベールの交響組曲『パリ』でのクラリネットとアルトサクソフォーンの持ち替えなど、通常はあまり見られない持ち替えが指定されることもある。独奏としてではなくオーケストラの中でのピアノ奏者は、時にチェレスタとの弾き替え（持つ楽器ではないためこう呼ばれる）が指定される曲もある。打楽器奏者はさまざまな打楽器を持ち替えることが頻繁に行われるが、伝統としてはティンパニ奏者はティンパニのみを担当するのが一般的である。
いずれの場合も、楽章の間で持ち替えるか、同一楽章内では持ち替える直前に十分な休符が必要とされる。また楽器と言うものは一般的に連続して弾くことによって楽器が温まってきたり奏者が操作感覚に慣れたりして初めて良い音が出るものであり、それを別の楽器に持ち替えることはその温まっていない楽器や、どんなに優れた奏者でも楽器の交替による一瞬の不慣れや違和感を意味する。これらを慣らすためにも、持ち替えには相応のタイミングが要求とされることに作曲家は留意しておく必要がある。
| 専門とする楽器      | 持ち替え楽器                                                           |
| ------------------- | ---------------------------------------------------------------------- |
| フルート            | ピッコロ、アルトフルート                                               |
| オーボエ            | コーラングレ、バリトンオーボエ                                         |
| クラリネット(B♭、A) | 小クラリネット、バスクラリネット、バセットホルン、サクソフォーン       |
| ファゴット          | コントラファゴット                                                     |
| ホルン              | ワグナーチューバ                                                       |
| トランペット(B♭、C) | ピッコロトランペット、コルネット、ポストホルン、フリューゲルホルン     |
| トロンボーン        | アルトトロンボーン、バストロンボーン、バストランペット、ユーフォニアム |
| チューバ            | チンバッソ                                                             |